# Бейтар (Дрогобич)
Жидівське гімнастично-спортивне товариство «Бейтар» (абревіатура івр. בֵּיתָר, пол. Żydowskie Towarzystwo Gimnastyczne Sportowe «Betar») — єврейський футбольний колектив, що існував у Дрогобичі.

## Назва
Названо на честь Бейтару івр. בית"ר  молодіжної сіоніської спілки (Спілка імені Йосефа Трумпельдора, на честь Йосефа Трумпельдора — одного з найбільш відомих активістів раннього сіоністського руху).

## Історія створення
«Бейтар» став однією з перших футбольних команд Дрогобича. За документально непідтвердженою інформацією він міг з'явитися ще у 1909-1910 рр. під назвою Żydowskie Towarzystwo Gimnastyczne Sportowe. На футбольних полях міста ŻTGS присутній щонайменше з 1923 р., коли команда взяла участь у розіграші першості Львівської окружної футбольної спілки (LOZPN) по класу С. У книзі «Rocznik Polskiego Związku Piłki Nożnej», виданій до 5-річчя організації, в переліку футбольних клубів Львівської окружної футбольної спілки згадувалося про існування в Дрогобичі лише трьох клубів, котрі були членами організації станом на 20 лютого 1925 р. Серед них фігурував і ŻTGS, керівником якого був випускник Дрогобицької народної гімназії імені короля Владислава-Ягайла Нухім Кежнер (народився 5 вересня 1900 р. у Станіславові), котру він закінчив у 1920/1921 н. р.

## Кубок Польщі 1925/1926 рр.
ЖГСТ «Бейтар» взяв участь в розіграші першого Кубка другої Речі Посполитої на попередньому етапі, який називався Кубок LOZPN. Цей турнір виявився специфічним, адже на стадії півфіналу від матчу з дрогобичанами відмовилася львівська «Лехія», а на фінальний поєдинок вже не з'явився ЖГСТ «Бейтар».

## Першість Львівської окружної футбольної спілки
«Бейтар» був учасником першостей LOZPN з 1923 р. по 1939 р., пройшовши шлях від класу С до класу А. Можливо турнірні виступи відбувалися з перервами, адже у відкритому доступі немає відомостей по сезонам 1924 р., 1925 р., 1929-1931  рр., 1933 р. Під зазначеною назвою товариство виступало не пізніше 1927 р. Найуспішнішими стали сезони 1936 р., 1936/1937 рр., 1937-1938 рр., коли команда вважалася міцним середняком класу А. Останню гру команда зіграла 27 серпня 1939 р., коли у стартовому матчі сезону 1939/1940 рр. перемогла бориславських "Б'ялих".

### Підкарпатська підокруга, група Дрогобич, клас В, 1935 рік[5]
| М | Команди                  | І  | В | Н | П  | М’ячі | О  |
| 1 | ЖГСТ «Бейтар» (Дрогобич) | 12 | 9 | 2 | 1  | 27:6  | 20 |
| 2 | Т.U.R. (Борислав)        | 12 | 8 | 3 | 1  | 26:8  | 19 |
| 3 | Т.U.R. (Дрогобич)        | 12 | 7 | 1 | 4  | 19:17 | 15 |
| 4 | «Б’ялі» (Борислав)       | 12 | 5 | 2 | 5  | 22:14 | 12 |
| 5 | «Дністер» (Самбір)       | 12 | 5 | 1 | 6  | 19:21 | 11 |
| 6 | «Підгір’я» (Дрогобич)    | 12 | 3 | 1 | 8  | 12:23 | 7  |
| 7 | ЖКС (Самбір)             | 12 | 0 | 0 | 12 | 2:48  | 0  |

## Кубок Дрогобича
Були учасниками розіграшу Кубка Дрогобича 1932 р. і можливо 1933 р. У жовтня 1932 р. поступилися 0:2 «Підгір'ю».

## Керівники товариства
- Н. Кежнер (5 вересня 1900-?). Був керівником на початку 1925 р.
- ?. Наппе (?-?).
- ?. Вертер (?-?). Обраний президентом 31 грудня 1934 р[6].

## Відомі футболісти
- Бербер
- Вайс
- Ґоттенсмман
- Ескштайн
- Зонненталь
- Кох
- Оскар
- Роснер
- Шток